# Juanulloa speciosa
Juanulloa speciosa là loài thực vật có hoa trong họ Cà. Loài này được (Miers) Dunal mô tả khoa học đầu tiên năm 1852.